# 清宫秘史

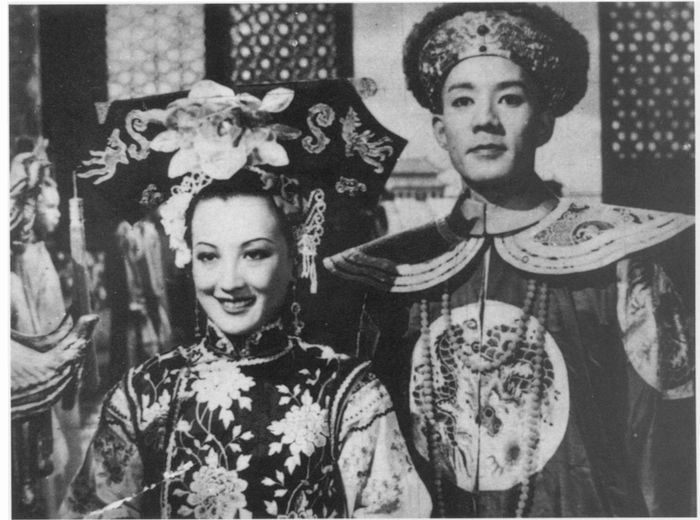
电影剧照

清宮秘史，1948年11月由香港永華影業公司拍攝之電影。1950年3月至5月在北京、上海等城市上映。旋即遭受中共批判，被認為是宣傳賣國主義。
此片拍摄时采用了不同于传统“‘戏曲片’的历史观和表现手法”。故有研究者指出，“这部摄影棚搭景完成的影片并不比它同时代的影片更高明，却为八十年代享有故宫实景拍摄条件的清宫戏奠定了叙事基调”。2011年，被香港康樂及文化事務署香港電影資料館選為「百部不可不看的香港電影」之一。

## 演职人员
- 编剧：姚克
- 导演：朱石麟

演员：
- 舒　适饰光绪帝
- 周　璇饰珍　妃
- 唐若菁饰西太后
- 洪　波饰李莲英